# سقوط‌کرده
سقوط‌کرده (به انگلیسی: Fallen) یک مینی سریال شبکه ای‌بی‌سی خانوادگی محصول سال ۲۰۰۶، بر اساس کتابی به همین نام نوشته تام اسنایجاسکی است.

## داستان
ستاره داستان، پسری به نام آرون کوربت (پل وسلی)، یک دانش آموز دبیرستانی خوشخو است که هنگام هجدمین سال تولدش در می‌یابد که او یک نفیلیم، دورگه و ترکیبی از انسان و فرشته است.

## بازیگران
- پاول وسلی در نقش آرون کوربت
- شیلا هورسدال در نقش لوری کوربت
- ایوانا ملیسویک در نقش آریل
- فرناندا اندرید در نقش ویلما رودریگز
- شارون کونوواس در نقش پسر عموی ویلما
- استوارت کوان در نقش دیوید بردی
- الکس فریس در نقش استیو
- برایان کرانستون در نقش نور افروزنده/لوسیفر
- جسی هاچ در نقش پیتر لاکهارت
- دیگو کِلَـتِنهاف در نقش ناتائیل
- الیزابت لیکی در نقش ورچیل
- کارمن لوین در نقش دختر زیک
- بایرون لاسون در نقش کوشیل، رئیس جهنم و یکی از هفت فرشته تنبیه
- تام اسکریت در نقش زیک
- مالکوم استوارت در نقش دکتر مایکل جوناس
- پیتر ویلیامز در نقش کوالزونتا
- ریک ورثی در نقش چموئل، فرشته قدرت و شجاعت و جنگ
- ویل یان لی در نقش مازارن
- هال اوزسان در نقش عزازیل
- تای اولسون در نقش هاوکینز
- کریستین وینسنت در نقش میکائیل، فرشته اعظم
- ناتاشا مالته در نقش گادریل، یکی از روسای فرشتگان سقوط کرده
- راده شربه‌جیا در نقش پروفسور لوکاس گراسیک